# Horcos
Segons la mitologia grega, Horcos (en grec antic: Ὅρκος, literalment 'jurament') va ser una divinitat, fill d'Eris, la personificació de la discòrdia. Horcos era la personificació del jurament, i procurava la perdició («la més gran desgràcia») dels que cometien perjuri.